# James Ironside
James Ironside è un personaggio dell'anime e manga BLOOD+ di Junichi Fujisaku, membro delle cinque frecce, una organizzazione a cui a capo vi è l'antagonista principale della serie, Diva.

## Storia
Poco ci viene rivelato sul passato di James: quando inizia la serie lo vediamo subito in uniforme della marina. Inizialmente ha solo una figura marginale nella serie poi ha una possibilità di mettersi in luce agli occhi della sua amata Diva: affronta Saya in un teatro allestito da Nathan. Anche se si trasforma non riesce a sconfiggere il suo avversario e alla fine viene fermato dal compagno. In seguito grazie al tradimento di Solomon rischia la vita ma a caro costo riesce a tornare in scena. Diventando un mostro per via dell'operazione chirurgica che gli ha permesso di continuare a camminare Diva non lo vuole più perché afferma che così non è divertente. Impazzisce cercando in tutti i modi di mettersi in mostra, gioca con i Schiff, illudendoli e alla fine viene ucciso da Solomon nell'ultima sfida fra i due.

## Carattere
Scorbutico con tutti l'unica persona che ama è la sua regina, Diva. Ogni volta che la vede in pericolo interviene e questo fa ridere la donna che si prende gioco di lui. Nathan Mahler afferma che egli vede una sorta di madre in Diva, il suo comportamento manda su tutte le furie il ragazzo di colore.

## Tecniche
Come dice stesso il nome la sua caratteristica principale è la durezza del suo corpo, nemmeno Saya con la sua spada riesce a tagliarlo facilmente. Mostra una notevole velocità ma poca cosa comparata a quella del compagno Nathan.